# Zapora Moiry

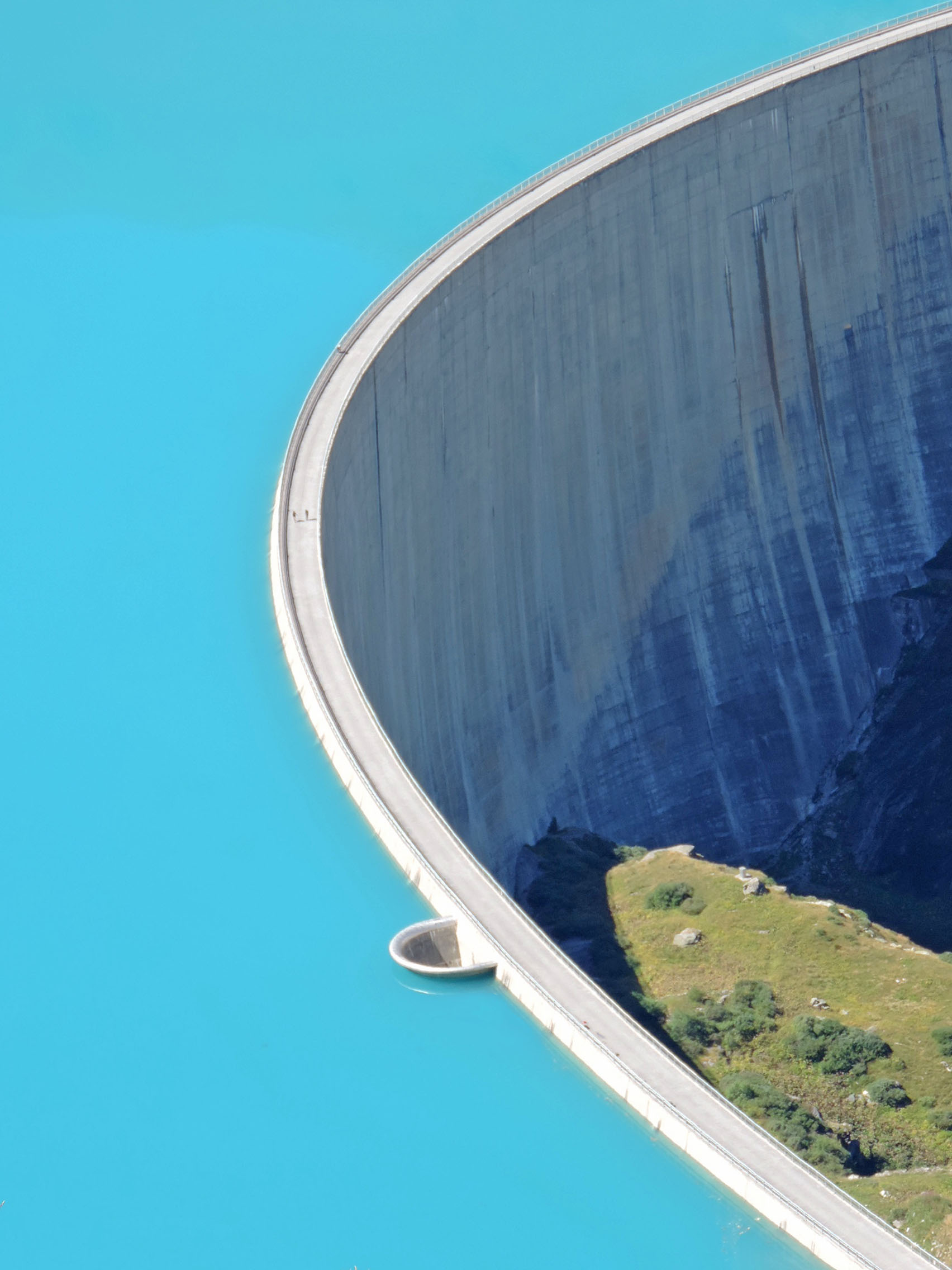
Zapora wodna Moiry

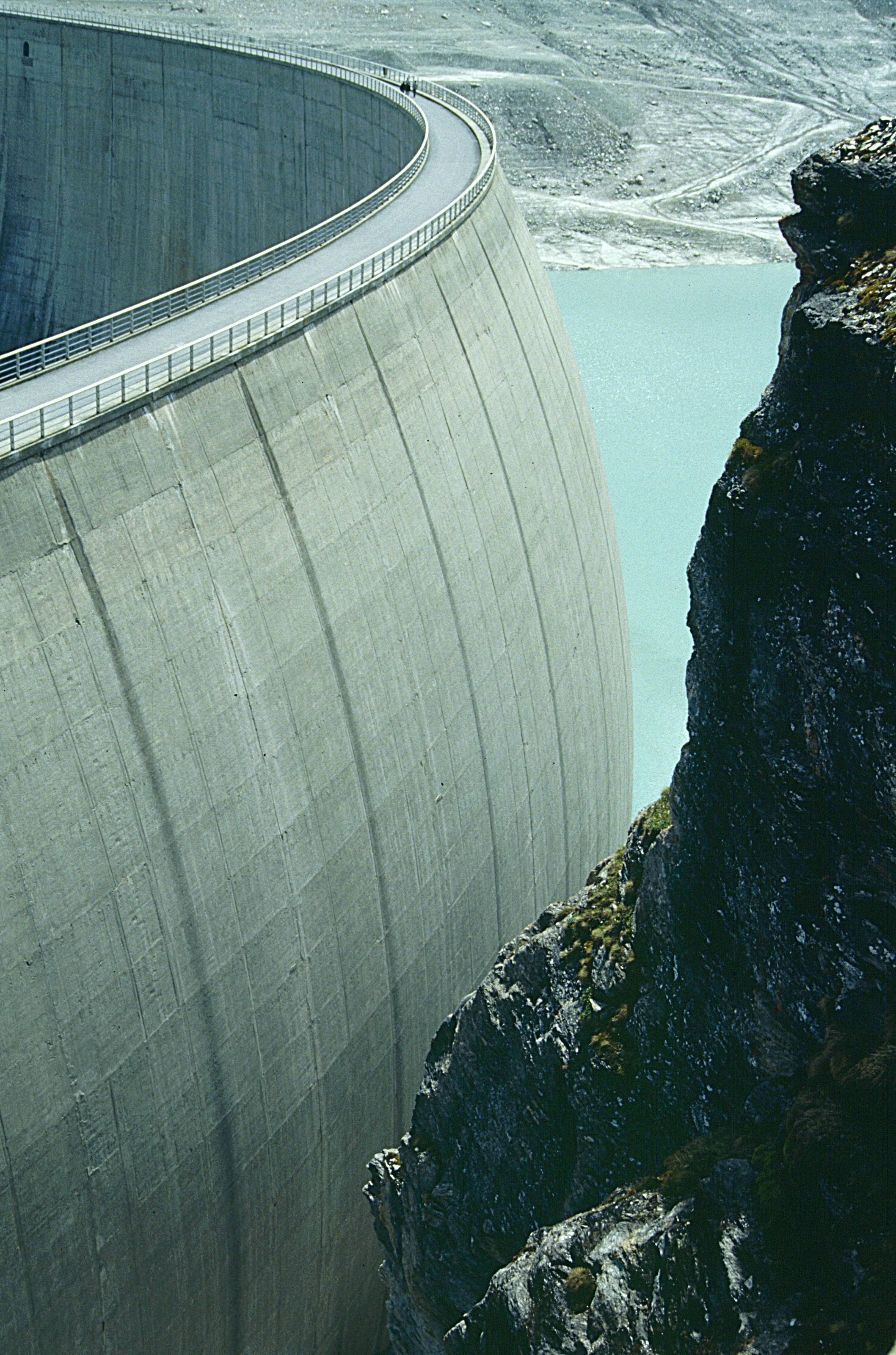
Zapora Moiry przy niskim stanie wody w zbiorniku – widoczna podwójna krzywizna muru zapory

Zapora Moiry (fr. Barrage de Moiry) – zapora wodna w szwajcarskiej części Alp Pennińskich. Przegradza dolinę zwaną Val de Moiry, tworząc jezioro zaporowe Moiry. Jej właścicielem jest firma „Forces Motrices de la Gougra” SA.

## Położenie
Zapora leży w rozległej dolinie Anniviers, w jej bocznej dolinie Val de Moiry, powyżej wsi Grimentz. Z punktu widzenia administracyjnego znajduje się w gminie Anniviers w dystrykcie Sierre w kantonie Valais. Wzniesiono ją w przewężeniu Val de Moiry, pomiędzy skalnymi grzędami odchodzącymi od szczytu Ché de Mareinda (2903 m n.p.m.) po stronie zachodniej (lewej patrząc od strony wodnej zapory) i szczytu Corne de Sorebois (2895 m n.p.m.) po stronie wschodniej. Spływające z niej wody nadmiarowe tworzą potok zwany La Gougra (lewobrzeżny dopływ La Navisence).

## Historia budowy
Projektantem obiektu był szwajcarski inżynier, wybitny specjalista w zakresie budowy zapór Alfred Stucky. Projekt powstał w 1954 r., budowę ukończono i zaporę oddano do użytku w roku 1958. Przy budowie pracowało do 1200 ludzi. Materiały budowlane (stal, cement, drewno) dowożono z Sierre, natomiast kruszywo – z moren lodowca Moiry, znajdującego się powyżej, w zamknięciu doliny. Cały beton wytwarzano na miejscu. Poza budową samej zapory w tym samym czasie wybudowano podziemną sztolnię, doprowadzającą wody ze zbiornika do elektrowni wodnej w przysiółku Mottec (1564 m n.p.m.) w sąsiedniej dolinie rzeki La Navisence, którą uruchomiono w roku 1959.

## Charakterystyka techniczna
Zapora betonowa, lekka, łukowa o podwójnej krzywiźnie, wzniesiona na podłożu ze skał metamorficznych. Wysokość zapory wynosi 148 m, długość korony 610 m. Korona muru zapory leży na wysokości 2250 m n.p.m. Grubość muru zapory wynosi od 34 m przy fundamentach do 7 m w koronie, a jego objętość 814,5 tys. m³. Posiada górny przepust przelewowy o maksymalnym przepływie 60 m³/s oraz upust denny o przepływie 55 m³/s. Wielkość przesączania wód przez zaporę (łącznie z przesiąkaniem przez podłoże) przy maksymalnym wypełnieniu zbiornika wynosi ok. 1 l/s.

## Elektrownia wodna
Składnikiem zespołu hydroenergetycznego jest położona w sąsiedniej dolinie elektrownia wodna Mottec, wyposażona w 3 turbiny Peltona oraz dwa systemy pompowe odwracalne o łącznej mocy 69 MW. Spadek (maksymalny) wód od zapory do elektrowni Mottec wynosi 685 m. Sztolnia doprowadzająca wodę do elektrowni ma średnicę 2,4 m i nominalny przepływ 12 m³/s.